# Carex millsii
Carex millsii là một loài thực vật có hoa trong họ Cói. Loài này được Dunn mô tả khoa học đầu tiên năm 1912.